# Hep Ezildim
Hep Ezildim ist ein türkischer Spielfilm aus dem Jahr 1989.

## Handlung
Die 15-jährige Ceylan Olcay lebt gemeinsam mit ihrer Mutter und ihrem kleinen Bruder in ärmlichen Verhältnissen.
Da ihre Mutter aufgrund ihrer Erkrankung nicht arbeiten kann, sorgt Ceylan für den Unterhalt der Familie, indem sie als Sängerin in einer Bar arbeitet.
Als der Barbesitzer einem Reporter ein Interview verweigert, veröffentlicht dieser einen Artikel über Ceylan.
Sie wird darin als „Sumpfrose – am Tag ein Engel, in der Nacht ein Teufel“ betitelt.
Nach dem Artikel, der Ceylan und ihren Arbeitsplatz in einem schlechten Licht darstellt, wird die Bar geschlossen.
Celil, der Vater von Ceylans Mitschüler Metin, liest in der Zeitung den Artikel über Ceylan und verlangt vom Rektor der Schule, dass sie von der Schule geworfen wird. Der Rektor weigert sich Ceylan von der Schule zu werfen, jedoch ist sie so gekränkt, dass sie die Schule freiwillig verlässt.
Aufgrund der neuen Situation nimmt Ceylans Mutter trotz Krankheit eine Putzstelle an.
Währenddessen stellt Tahsin, ein blinder Geiger und Nachbar von Ceylan, sie einem Plattenproduzenten vor.
Tahsin erklärt ihr, dass der Artikel, dessentwegen sie ihre Arbeit verloren hat, sie gleichzeitig berühmt gemacht habe.
Ceylan unterschreibt einen Plattenvertrag und singt nun Songs, die Tahsin komponiert hat.
Bei der Arbeit wird Nuran ohnmächtig und ins Krankenhaus eingeliefert.
Der Arzt erklärt Ceylan, dass ihre Mutter unter einer seltenen Hirnkrankheit leide und dringend operiert werden müsse.
Jedoch gibt es im Land nur einen Chirurgen, der diese Operation durchführen kann: Orhan Olsoy, Ceylans Vater.
Dieser hatte vor Jahren eine Affäre mit seiner Sekretärin. Als seine Frau ihn dabei ertappte, verließ sie ihn.
Seit diesem Tag ist Orhan von Schuldgefühlen geplagt und praktiziert nicht mehr. Er führt ein Leben als obdachloser Säufer und verdient das Geld für Schnaps als Autowäscher.
Die Suche nach ihrem Vater führt Ceylan zu seiner damaligen Geliebten. Diese hat ihren Vater tatsächlich vor kurzem gesehen und verrät Ceylan seinen Aufenthaltsort. In einer Art Höhle hinter einer Moschee findet Ceylan ihren von Bierflaschen umringten Vater. Unter Tränen bittet sie ihn ihrer Mutter zu helfen. Doch ihr Vater sagt ihr, dass er sich nicht mehr im Stande dazu fühle. Verzweifelt rennt Ceylan davon.
Um seine Familie nicht ein zweites Mal zu enttäuschen, findet Orhan wieder ins Leben zurück und arbeitet hart, um die Operation durchzuführen. Als der OP-Tag gekommen ist, weiß Ceylans Mutter immer noch nicht, wer der Arzt ist, der sie operieren wird.
Indessen taucht der Reporter Nazim auf und bittet Ceylan über ihr Leben schreiben zu dürfen. Ihre Lebensgeschichte ist für das Volk eine Art Roman, der mit Spannung verfolgt wird.
Nach einer erfolgreichen Operation hat Ceylan zwei Überraschungen für ihre Mutter. Zum einen hat sie das Haus, in dem die Familie einst lebte, gekauft und zum anderen ist Orhan wieder da. Nuran verzeiht ihrem Mann und die Familie ist wieder vereint.
Als Nuran und Orhan mit dem Auto unterwegs sind, sieht Orhan einen entgegenkommenden Laster zu spät und muss ausweichen. Er verliert die Kontrolle über das Auto und fährt gegen einen Baum. Nuran und Orhan sind sofort tot.
Ceylan, die inzwischen wieder die Schule besucht, erfährt die Nachricht von ihrem Rektor. Nach der Beerdigung ihrer Eltern beschließt Ceylan die Schule endgültig abzubrechen, um für Ahmet zu sorgen. Nach dem Tod ihrer Eltern will Ceylan nicht mehr in dem großen Haus wohnen.
Sie zieht mit ihrem Bruder wieder in ihr altes Viertel.
Tahsin, der währenddessen versucht seine Gefühle für Ceylan in einem Song auszudrücken, hört, dass sie wieder in ihr altes Haus gezogen sei.
Als die beiden einen Spaziergang machen, macht Tahsin der trauernden Ceylan wieder Mut und bietet ihr ihren alten Job als Sängerin an.
Aufgrund von Ceylans Popularität wurde die Bar wiedereröffnet und ist inzwischen eher ein Restaurant, das von Familien besucht wird.
Danach verrät Tahsin ihr, dass es jemanden gebe der sie von ganzem Herzen liebe und sogar Songs über sie schreibe.
Er reicht ihr seinen neu geschriebenen Song, den Ceylan laut vorliest.
Der Film endet als Ceylan Tahsins neuen Song „Hep Ezildim“ in der wiedereröffneten Bar singt.

## Filmmusik
Im Film werden ausschließlich Songs aus Ceylans Alben verwendet.
Den Song „Seviyorum Ölümüne“ singt Ceylan im Tonstudio, „Ahım Var“ hört man in der Beerdigungsszene.
Ansonsten werden alle weiteren Titel von Ceylan in der Bar gesungen.
- Mavi Gözler O Biçim – aus dem Album „Sev Beni, Seveyim Seni/Annem“
- Seviyorum Ölümüne – aus dem Album „Sanada Güvenilmez“
- Saçıma Kar Yağdı – aus dem Album „Sanada Güvenilmez“
- Yakarım Dünyayı – aus dem Album „Sanada Güvenilmez“
- Ahım Var – aus dem Album „Vallah/Hep Ezildim“
- Hep Ezildim – aus dem Album „Vallah/Hep Ezildim“

## Trivia
- Der Song „Ahım Var“" wird im Film mehrmals angespielt, komplett zu hören ist er jedoch erst in der Beerdigungsszene.
- Hakan Tanfer, der die Rolle des Tahsin spielt, wird von Sänger und Schauspieler Emrah synchronisiert.
- Es bleibt unklar, ob Ceylan die Gefühle von Tahsin erwidert, oder ob sie mit ihrem Schulfreund Metin zusammenkommt.